# Ельтман Йосип Симонович
Йо́сип Си́монович Е́льтман (24 жовтня 1921, Одеса, Україна — 2001, Ашдод, Ізраїль) — молдавський радянський архітектор, мистецтвознавець.

## Життєпис
Учасник Німецько-радянської війни, був тяжко поранений і залишився інвалідом.
1949 року закінчив Одеський інженерно-будівельний інститут, після чого його направлено до Кишинева. У 1949—1952 роках працював у інституті Молддіпробуд, від 1952 року — заступник начальника, потім начальник відділу Молддержбуду.
Керував розробкою генеральних планів розвитку Каушан (1962), Леови (1963) та Дубоссар (1965), центру села Кіцкани, проєкту реконструкції села Романешть. Автор проєктів пам'ятників військової слави та меморіальних комплексів в Унгенах, Глодянах, Пирліці та Каушанах, пам'ятника жертвам фашизму в Сороках, пам'ятного знака на честь олімпійського вогню на березі Прута в Леушені (1980), проєкту стадіону «Динамо» у Кишиневі (з С. В. Васильєвим, 1950—1955), адміністративної будівлі Міністерства транспорту та шосейних доріг Молдови (на вул. Котовського, 1952), плану реконструкції центру та проєкту будинку культури села Чобручі (з В. П. Александровим, пам'ятка архітектури ПМР), проєкту пам'ятника Леніну в Унгенах (1969).
Написав низку статей з сучасної архітектури Молдови, дві монографії, нариси для «Радянської енциклопедії» та «Історії мистецтв народів СРСР». Лауреат премії Ради Міністрів СРСР. Від 1996 року жив у Ізраїлі.

## Публікації
- Архитектура Молдавии. В кн.: Всеобщая история архитектуры (с В. П. Александровым и Р. Е. Курцом). Москва, 1963.
- Архитектура МССР 1945—1966. В кн.: Искусство Молдавии. Кишинёв: Картя молдовеняскэ, 1967.
- Градостроительство Молдавии (з Г. А. Педашем). Кишинёв: Картя молдовеняскэ, 1968.
- Архитектура Советской Молдавии (з А. В. Колотовкіним і Г. А. Педашем). Москва: Стройиздат, 1973.
- Архитектура Советской Молдавии (з А. В. Колотовкіним і С. М. Шойхетом). М.: Стройиздат, 1987.
- Будь проклята война. В кн.: Память бессмертна. Кишинёв: Центральная типография, 2000.